# Михайловка (Георгиевский сельсовет)
Миха́йловка — село в Канском районе Красноярского края. Входит в состав Георгиевского сельсовета.

## История
Основана в 1894 году. В 1926 году состояла из 132 хозяйств, основное население — мордовцы. Центр Михайловского сельсовета Канского района Канского округа Сибирского края.
В 2025 году деревня преобразована в село.

## Население
| 1926 | 2010 |
| ---- | ---- |
| 750  | ↘2   |